# Santana dos Garrotes
Santana dos Garrotes é um município brasileiro do estado da Paraíba, localizado na Região Metropolitana do Vale do Piancó. De acordo com o IBGE (Instituto Brasileiro de Geografia e Estatística), no censo no ano de 2010 sua população era 7.266 habitantes. Área territorial de 354 km².
Parte do município está incluída na área do Parque Nacional da Serra do Teixeira, um parque nacional e unidade de conservação brasileira de proteção integral à natureza, que além de Santana dos Garrotes, estende-se por outros 11 municípios, alcançando uma área total de 61 095 hectares.

## História
O povoado que originou a cidade, teve início em 1825, em terras da Fazenda Exu, local onde existia uma casa de oração.
Em 7 de janeiro de 1896, o povoado foi elevado à condição de distrito, por meio da Lei Municipal nº 17, integrante do município de Piancó, sob o nome de Santana dos Garrotes.
Em 1938, por meio do decreto lei estadual nº 1.164, o distrito muda de nome e passa a se chamar Garrotes, permanecendo com esse nome até 1961, ano em que é elevado à categoria de município, desmembrado de Piancó, por meio da Lei Estadual nº 2.672 de 22 de dezembro, que também altera o nome, voltando a se chamar Santana dos Garrotes.
A Lei Municipal nº 184 de 17 de janeiro de 1999 cria o distrito de Pitombeira de Dentro e o anexa à Santana dos Garrotes, permanecendo até hoje, como distritos de Santana dos Garrotes.

### Origem do nome
Próximo à fazenda que originou o povoado existia uma lagoa, de nome Lagoa dos Garrotes, mais tarde, quando a capela em homenagem à Santana foi fundada, às margens do Riacho Santana, o povoado cresceu, tendo sua localização entre o Riacho Santana e a Lagoa dos Garrotes, conferindo-lhe o seu nome.

## Geografia
O município está incluído na área geográfica de abrangência do semiárido brasileiro, definida pelo Ministério da Integração Nacional em 2005.  Esta delimitação tem como critérios o índice pluviométrico, o índice de aridez e o risco de seca.

### Clima
Dados do Departamento de Ciências Atmosféricas, da Universidade Federal de Campina Grande, mostram que Santana dos Garrotes apresenta um clima com média pluviométrica anual de 749.7 mm e temperatura média anual de 26.1 °C.
| Dados climatológicos para Santana dos Garrotes | Dados climatológicos para Santana dos Garrotes | Dados climatológicos para Santana dos Garrotes | Dados climatológicos para Santana dos Garrotes | Dados climatológicos para Santana dos Garrotes | Dados climatológicos para Santana dos Garrotes | Dados climatológicos para Santana dos Garrotes | Dados climatológicos para Santana dos Garrotes | Dados climatológicos para Santana dos Garrotes | Dados climatológicos para Santana dos Garrotes | Dados climatológicos para Santana dos Garrotes | Dados climatológicos para Santana dos Garrotes | Dados climatológicos para Santana dos Garrotes | Dados climatológicos para Santana dos Garrotes |
| Mês                                            | Jan                                            | Fev                                            | Mar                                            | Abr                                            | Mai                                            | Jun                                            | Jul                                            | Ago                                            | Set                                            | Out                                            | Nov                                            | Dez                                            | Ano                                            |
| ---------------------------------------------- | ---------------------------------------------- | ---------------------------------------------- | ---------------------------------------------- | ---------------------------------------------- | ---------------------------------------------- | ---------------------------------------------- | ---------------------------------------------- | ---------------------------------------------- | ---------------------------------------------- | ---------------------------------------------- | ---------------------------------------------- | ---------------------------------------------- | ---------------------------------------------- |
| Temperatura máxima média (°C)                  | 34,3                                           | 33,3                                           | 32,5                                           | 32,1                                           | 31,3                                           | 30,7                                           | 30,9                                           | 32,3                                           | 33,8                                           | 35,0                                           | 35,4                                           | 35,2                                           | 33,1                                           |
| Temperatura média (°C)                         | 27,3                                           | 26,6                                           | 26,1                                           | 25,9                                           | 25,2                                           | 24,5                                           | 24,4                                           | 25,0                                           | 26,2                                           | 27,2                                           | 27,5                                           | 27,6                                           | 26,1                                           |
| Temperatura mínima média (°C)                  | 21,8                                           | 21,5                                           | 21,4                                           | 21,1                                           | 20,5                                           | 19,5                                           | 18,9                                           | 18,9                                           | 20,0                                           | 20,9                                           | 21,5                                           | 21,8                                           | 20,6                                           |
| Precipitação (mm)                              | 83,4                                           | 118,7                                          | 176,1                                          | 193,4                                          | 57,3                                           | 27,7                                           | 19,0                                           | 7,2                                            | 5,5                                            | 7,2                                            | 13,6                                           | 38,6                                           | 749,7                                          |
| Fonte: Departamento de Ciências Atmosféricas.  |                                                |                                                |                                                |                                                |                                                |                                                |                                                |                                                |                                                |                                                |                                                |                                                |                                                |

## Naturais
- Janguiê Diniz, fundador e dono do grupo Grupo Ser Educacional.[14]